# Vol Tuninter 1153
Le 6 août 2005, le vol Tuninter 1153, un vol charter international assuré par un ATR 72 de la compagnie aérienne tunisienne Tuninter, effectue un amerrissage d'urgence, à la suite d'une panne de carburant, à environ 29 kilomètres de la ville de Palerme, en Sicile, causant la mort de 16 des 39 passagers et membres d'équipage présents à bord. 
Il s'agit du premier et seul accident grave pour la compagnie aérienne Tuninter au cours de ses quatorze ans d'existence.

## Avion et équipage
L'appareil impliqué est un bi-turbopropulseur, de type ATR 72-202, immatriculé TS-LBB, qui avait effectué son premier vol le 12 mars 1991 et fut livré à Tuninter le 27 mars 1992.
Il avait subi quatre inspections dont la dernière le 25 mars 2005 à Catane selon les autorités de la sécurité aérienne italienne. Ces inspections n'ont révélé aucun problème particulier.
Le vol 1153 est supervisé par le commandant Chafik Al Gharbi (45 ans), un pilote qualifié et expérimenté — 25 ans d'expérience, dont dix avec Tuninter — avec un total de 7 182 heures de vol à son actif. Le copilote, Ali Kebaier Al-Aswad (28 ans), totalise 2 431 heures de vol. Le commandant de bord et le copilote connaissaient bien l'ATR 72, ayant accumulé respectivement 5 582 heures et 2 130 heures à bord de ce type d'avion.

## Déroulement du vol

Trajet du vol.

Le vol 1153 décolle de Bari, en Italie, à destination de Djerba, en Tunisie, avec à son bord quatre membres d'équipage tunisiens et 35 passagers de nationalité italienne à l'exception d'un mécanicien de la compagnie qui voyage comme passager et n'est pas en service durant le vol.
Les deux moteurs s'éteignent à 15 h 24. « Les moteurs ont perdu leur puissance et j'ai été obligé d'amerrir » explique le commandant Chafik Gharbi, qui figure parmi les rescapés.
L'équipage contacte, à 15 h 30, la tour de contrôle de l'aéroport de Palerme et demande à effectuer un atterrissage d'urgence.
L'autorisation est accordée. L'appareil n'a pas le temps d'arriver au terrain et le commandant amerrit selon un angle de 9°, ce qui favorise le nombre de survivants. L'avion se disloque en trois parties en frappant la surface de la mer à 15 h 40, à une vingtaine de kilomètres au nord-est des côtes du cap Gallo.

## Bilan
L'appareil est détruit au moment de l'impact alors que le nez, la queue de l'appareil ainsi que les deux boîtes noires coulent à environ 1 500 mètres de profondeur. Les deux moteurs de l'avion, demeurés en surface, sont récupérés et transportés dans le port de Palerme.

Représentation de l'ATR 72 et de ses passagers (rouge = décès, vert = survivants).

Parmi les 39 personnes à bord, seize sont mortes dont deux enfants de deux et huit ans et deux membres d'équipage. Trois victimes — le mécanicien à bord et deux passagers — ne sont pas retrouvées.
Les autopsies ont révélé que beaucoup de passagers sont morts lors de l'impact. Huit d'entre eux ont survécu à leurs blessures et se sont noyés car ils ne pouvaient pas s'extraire de l'appareil. Parmi les survivants, six sont dans un état grave. Les trois corps manquants sont remontés lors des opérations de récupération de l'épave, entre le 27 août et le 2 septembre.
Les secours arrivent rapidement après avoir été prévenus par l'équipage : des vedettes et des hélicoptères sont dépêchés sur les lieux pour porter secours aux passagers, dont plusieurs réussissent à s'extraire du fuselage et à grimper sur les ailes de l'avion restées à la surface plusieurs heures après l'accident car vides de carburant.
À l'arrivée des vedettes, les plongeurs extraient les passagers restés du fuselage blanc et transfèrent les survivants à bord des vedettes. L'agence de presse Tunis Afrique Presse a indiqué que des unités de l'armée et de l'aviation tunisiennes sont dépêchées sur le lieu de l'accident pour participer aux opérations de sauvetage.

## Enquête
L'enquête, menée par l'Agenzia Nazionale per la Sicurezza del Volo (ANSV) et mobilisant des experts italiens, tunisiens et français, montre que lors du vol précédent reliant Tunis à Bari, l'avion s'est posé à Bari avec 305 kilos de kérosène. Ce niveau aurait dû activer une alarme indiquant une quantité trop faible de carburant. Or, la jauge indiquait erronément que les réservoirs de l'ATR 72 contenaient encore 2 300 kilos de kérosène.
L'équipage ajoute donc seulement 265 kilos de carburant supplémentaires pour se rendre à Djerba. Cela représente en réalité 570 kilos de kérosène — ce qui est loin d'être suffisant pour effectuer le trajet — alors que la jauge indique 2 700 kilos. De plus, aucune alarme indiquant que le niveau de carburant est trop bas ne retentit pendant le vol.
La cause de cette défaillance est l'installation sur l'ATR 72, par le service de maintenance de la compagnie aérienne la veille de l'accident, d'une jauge prévue pour un avion plus petit : l'ATR 42. Cette jauge inadaptée indique donc une quantité de carburant erronée. Les deux moteurs s'éteignirent lorsqu'il n'y eut plus de kérosène dans les réservoirs et l'avion plongea au large des côtes siciliennes.
L'enquête a aussi démontré que si l'équipage avait mis immédiatement les hélices « en drapeau » (orientation des pales dans le sens du vent, permettant de minimiser la traînée) et réduit la vitesse, l'avion aurait pu atterrir à Palerme après un long vol plané ; l'équipage a perdu du temps en essayant plusieurs fois de faire redémarrer les moteurs.

## Procès
Le 23 mars 2009, au terme d'un procès tenu devant un tribunal de Palerme, où tous les accusés sont jugés par contumace, le commandant de bord et le copilote sont condamnés à dix ans de prison ; le directeur général de Tuninter, Moncef Zouari, et le directeur technique Zouhair Chétouane sont condamnés à neuf ans de prison ; deux responsables de la manutention et un mécanicien à huit ans de prison.
Il est notamment reproché à l'équipage de ne pas avoir tenté de rejoindre Palerme. Accueilli avec satisfaction par les familles des victimes et par les rescapés, ce verdict provoque des réactions indignées en Tunisie. La Fédération internationale des associations de pilotes de ligne déplore également les sentences prononcées le 7 avril.
Ce procès constitue une première dans l'histoire de l'aviation car il condamne des dirigeants d'une compagnie à de la prison ferme. Dans le même temps, le constructeur franco-italien de l'appareil est acquitté, malgré le fait que des pièces calibrées pour un type d'appareil pouvaient être montées sur un autre, ce qui est généralement impossible.
Tuninter — rebaptisée entre-temps Sevenair — avait indemnisé les victimes avant le procès à hauteur de 22 millions de dinars.

## Médias
L'accident fait l'objet d'un épisode de la série documentaire télévisée Air Crash (sixième épisode de la saison 7 : « Amerrissage en catastrophe »). Cet accident est également reconstitué avec détail sur YouTube.